# Colobothea roppai
Colobothea roppai är en skalbaggsart som beskrevs av Monné 1993. Colobothea roppai ingår i släktet Colobothea och familjen långhorningar. Inga underarter finns listade i Catalogue of Life.